# Brookesia ebenaui
Brookesia ebenaui este o specie de cameleoni din genul Brookesia, familia Chamaeleonidae, descrisă de Boettger 1880. A fost clasificată de IUCN ca specie vulnerabilă. Conform Catalogue of Life specia Brookesia ebenaui nu are subspecii cunoscute.